# 奈良県道256号入野河原屋線
奈良県道256号入野河原屋線（ならけんどう256ごう しおのかわはらやせん）は、奈良県吉野郡吉野町を通る一般県道である。

## 概要
吉野郡吉野町大字入野から吉野町大字河原屋に至る。
国道370号から津風呂ダム南岸を通って、国道169号へ至る。

### 路線データ
- 起点：吉野郡吉野町大字入野（国道370号交点）
- 終点：吉野郡吉野町大字河原屋（津風呂湖入口交差点、国道169号交点）

## 歴史
- 1972年（昭和47年） - 路線認定。

## 地理

### 通過する自治体
- 奈良県
  - 吉野郡吉野町

### 交差する道路
| 交差する道路             | 交差する場所 | 交差する場所              |
| ------------------------ | ------------ | ------------------------- |
| 国道370号                | 大字入野     | 起点                      |
| 国道169号 国道370号 重複 | 大字河原屋   | 津風呂湖入口交差点 / 終点 |

### 沿線
- 津風呂ダム
- 吉野町立小中一貫教育校吉野さくら学園
- 紀の川